# 田上富信
田上 富信（たのうえ とみのぶ、1941年5月6日 - ）は、日本の法学者。専門は、民法・不法行為・使用者責任。学位は、博士（法学）（神戸大学・論文博士・2006年）。愛知学院大学法科大学院教授。関西学院大学名誉教授。大分県竹田市出身。

## 略歴
- 1966年、神奈川大学法学部卒業(国家公務員上級試験に合格し通産省から内定をもらうも辞退)
- 1968年、神戸大学大学院法学研究科修士課程修了。西原道雄に師事する。
- 1969年、神戸大学大学院法学研究科博士課程中退、鹿児島大学法文学部助手に就任
- 1975年、フムボルト財団奨学研究員としてドイツケルン大学に留学。その後も、アメリカスウェーデンデンマーク等に留学する。
- 鹿児島大学助教授、関西学院大学法学部教授、同法学部長を歴任
- 2004年　関西学院大学大学院司法研究科教授
- 2006年　神戸大学より博士（法学）の学位を取得　学位論文「使用関係における責任規範の構造と展開」。 [1]
- 2009年　関西学院大学大学院司法研究科定年退職。
- 2010年　愛知学院大学法科大学院教授

## 著書
- 『使用関係における責任規範の構造』（有斐閣、2006年）
- 『やさしい事務管理・不当利得・不法行為』（法学書院、2003年）
- 『判例・事例でまなぶ消費者法』（共著、有斐閣、1994年）

## 論文
- 『労働者の責任制限についてのー考察』
- 『契約の第三者に対する効力』現代契約法大系１巻（有斐閣、1983年）
- 『車両損害の賠償をめぐる諸問題（上、下）』判例評論337‐338号（判例時報社、1987年）